# Kanal Georgijevskij
Kanal Georgijevskij (ryska: Канал Георгиевский) är en kanal i Kazakstan.   Den ligger i oblystet Zjambyl, i den sydöstra delen av landet, 900 km söder om huvudstaden Astana.